# Grand office de la maison du roi de France

Les grands officiers de la maison du roi de France sont les responsables des principaux départements de la maison du roi de France.
Tous les officiers de la maison du roi sont sous la juridiction du grand maître de France (un des grands offices de la couronne), qui est le chef de la maison du roi. Ces grands offices n'ont souvent qu'un rôle cérémoniel.

## Table du roi
Le premier maître d'hôtel du roi assure la direction des sept offices de la table du roi. Le service de la bouche du roi est composé :
- du premier panetier de France, qui assure l'approvisionnement en pain de la table du roi
- du premier échanson de France, qui assure l'approvisionnement en vin
- du premier écuyer tranchant, qui coupe la viande du roi.

## Chambre du roi
Le grand chambellan de France (un des grands offices de la couronne) est le chef de la chambre du roi, composée :
- des quatre premiers gentilshommes de la chambre, assurant par quartiers la direction de la chambre du roi.
- des quatre premiers valets de chambre du roi, assurant par quartiers l'organisation de la chambre du roi.
- du maître (ou grand maître) de la garde-robe[1], qui dirige la garde-robe du roi.

### Maîtres de la garde-robe du roi
- 1592-1610 : Antoine de Roquelaure

La fonction est scindée en deux à l'avènement de Louis XIII :
- Charles d'Angennes, marquis de Rambouillet et François V de La Rochefoucauld
- Jean de Werignies, sieur de Blainville
- Henri de Talleyrand-Périgord, comte de Chalais
- Armand Nompar de Caumont, marquis de La Force
- Edme de La Châtre, comte de Nançay
- Henri Coiffier de Ruzé d'Effiat, marquis de Cinq-Mars
- Jean Antoine de Pardaillan de Gondrin (1602-1685), marquis de Montespan, duc de Bellegarde.
- 1644 : François de Paule de Clermont, marquis de Montglat (1620-1675)
- 1653 : Charles Maximilien de Belleforière
- 1656 : Philippe-Guy de Chaumont Quitry (1630-1672), marquis de Guitry (Quitry)[réf. nécessaire]

Louis XIV crée pour ce dernier la charge de grand maître de la garde-robe en 1669 qui dura jusqu'à la Révolution, cet office fut tenu par :
- François-Marie de Grave, Marquis de Grave
- 1669-1672 : Philippe-Guy de Chaumont Quitry (1630-1672, tué au passage du Rhin) marquis de Guitry (Quitry)
- 1672-1679 : François VII de La Rochefoucauld (1634-1714), duc de La Rochefoucauld
- 1679-1718 : François VIII de La Rochefoucauld (1663-1728), duc de La Rochefoucauld
- 1718-1758 : Alexandre Ier de La Rochefoucauld (1690-1762), duc de La Rochefoucauld
- 1758-1783 : François-Armand de La Rochefoucauld de Roye (1695-1783), duc d'Estissac
- 1783-1791 : François XII de La Rochefoucauld (1747-1827), duc de Liancourt

## Autres grands offices
- Le grand écuyer de France (un des grands offices de la couronne) dirige le service des écuries. Le premier écuyer de France seconde le grand.
- Le grand veneur de France dirige les chasses royales, surtout celles au cerf.
- Le grand fauconnier de France dirige les chasses royales utilisant des oiseaux de proie.
- Le grand louvetier de France dirige les chasses au loup et au sanglier.
- Le grand maître des cérémonies dirige l'ordonnancement des cérémonies de la cour.
- Le grand maréchal des logis a la gestion du logement du roi, de la cour et des troupes de la maison du roi
- Le grand prévôt de France assure la police de la cour et pour ce faire a juridiction sur les troupes de la maison militaire du roi.
- Le grand aumônier de France assure la direction de la maison ecclésiastique ou chapelle. Le premier aumônier de France assiste le grand aumônier.